# DEZ (Einkaufszentrum)
Das DEZ ist ein Einkaufszentrum im Innsbrucker Stadtteil Amras. Es wurde 1970 als erstes Einkaufszentrum Österreichs errichtet und gehört zur deutschen ECE Projektmanagement G.m.b.H. & Co. KG. Betreibergesellschaft ist die DEZ-Einkaufszentren GmbH.

## Geschichte
1970 eröffnete Walter Hess mit dem DEZ in Innsbruck das erste Einkaufszentrum Österreichs. Für den Generalumbau des DEZ im Jahr 2004 wurde das seit 1979 integrierte Kaufhaus Woolworth angekauft. Ab 2005 beteiligte sich die Hamburger ECE Projektmanagement G.m.b.H. & Co. KG im Rahmen einer Eigenkapitalaufstockung mit 25 Prozent an dem Einkaufszentrum. 75 Prozent der Anteile verblieben bei der Hess Privatstiftung. Weitere Sanierungen, Umbauten und Erweiterungen folgten bis 2008. Zum 1. Jänner 2012 übernahm die ECE das Einkaufszentrum durch Erhöhung ihrer bestehenden Beteiligung von 25 auf 50,1 Prozent.
Am 1. Juli 2016 musste das Gebäude evakuiert werden, nachdem es bei einem Unwetter überschwemmt wurde.